# Bolívia nos Jogos Olímpicos de Verão da Juventude de 2010
A Bolívia participou dos Jogos Olímpicos de Verão da Juventude de 2010 em Singapura. Sua delegação foi composta por 25 atletas que competiram em quatro esportes. Nos Jogos de Singapura, a Bolívia conquistou a primeira medalha olímpica de sua história, o ouro no futebol masculino.

## Medalhistas
| Medalha | Nome | Esporte | Evento                       | Data         |
| ------- | --- | ------- | ---------------------------- | ------------ |
| Ouro    | Pedro Galindo, Alvaro Paz, Carlos Anez, Macallister Amutary, Noel Rodriguez, Romero Vaca, Jhamil Bejarano, Yasser Manzur, Jorge Alpire, Jorge Sabja, Rodrigo Mejido, Harry Zegarra, Osvaldo Daza, Marvin Martinez, Cristian Arano, Gustavo Torrez, Luis Banegas, Josue Gutrhie | Futebol | Torneio Masculino de Futebol | 25 de agosto |

## Atletismo
| Evento          | Atleta      | Qualificação | Qualificação | Final     | Final        |
| Evento          | Atleta      | Resultado    | Posição      | Resultado | Posição      |
| --------------- | ----------- | ------------ | ------------ | --------- | ------------ |
| 100 m masculino | Bruno Rojas | 11.14        | 15º (4º q2)  | 10.90     | 5º (Final B) |

## Ciclismo
| Prova                     | Equipe            | Corta-mato | Corta-mato | Contra-relógio | Contra-relógio | BMX  | BMX   | Estrada masculino[n1] | Pontos | Pos. final |
| Prova                     | Equipe            | Fem.       | Masc.      | Fem.           | Masc.          | Fem. | Masc. | Estrada masculino[n1] | Pontos | Pos. final |
| ------------------------- | ----------------- | ---------- | ---------- | -------------- | -------------- | ---- | ----- | --------------------- | ------ | ---------- |
| Equipes mistas combinadas | Carlos Montellano |            | 72         |                |                |      |       | 72 - 5 = 67[n2]       | 357    | 28º        |
| Equipes mistas combinadas | Jimena Montecinos | 40         |            | 40             |                | 40   |       |                       | 357    | 28º        |
| Equipes mistas combinadas | Samuel Melgar     |            |            |                | 30             |      |       | 72                    | 357    | 28º        |
| Equipes mistas combinadas | Sebastian Vargas  |            |            |                |                |      | 68    | 72                    | 357    | 28º        |

↑  Na prova de estrada apenas a melhor pontuação foi considerada.

↑  Um segundo classificado na prova de estrada masculina é premiado com 10 pontos, mas 5 pontos foram deduzidos porque todos os três ciclistas acabaram a corrida.

## Futebol
Masculino:
| Elenco | Preliminares                      | Preliminares | Semifinais           | Final           | Pos. final      |
| Elenco | Grupo C                           | Pos.         | Semifinais           | Final           | Pos. final      |
| --- | --------------------------------- | ------------ | -------------------- | --------------- | --------------- |
| Pedro Galindo, Alvaro Paz, Carlos Anez, Macallister Amutary, Noel Rodriguez, Romero Vaca, Jhamil Bejarano, Yasser Manzur, Jorge Alpire, Jorge Sabja, Rodrigo Mejido, Harry Zegarra, Osvaldo Daza, Marvin Martinez, Cristian Arano, Gustavo Torrez, Luis Banegas, Josue Gutrhie | VAN Vanuatu V 2-0 HAI Haiti V 9-0 | 1º           | MNE Montenegro V 3-1 | HAI Haiti V 5-0 | Medalha de ouro |

## Natação
| Evento                | Atleta       | Qualificação | Qualificação | Semifinais  | Semifinais  | Final       | Final       |
| Evento                | Atleta       | Resultado    | Posição      | Resultado   | Posição     | Resultado   | Posição     |
| --------------------- | ------------ | ------------ | ------------ | ----------- | ----------- | ----------- | ----------- |
| 50 m livre feminino   | Maria Lopez  | 29.93        | 46º (4º q2)  | Não avançou | Não avançou | Não avançou | Não avançou |
| 100 m livre feminino  | Maria Lopez  | 1:04.86      | 46º (4º q1)  | Não avançou | Não avançou | Não avançou | Não avançou |
| 50 m peito masculino  | Tarco Llobet | 33.19        | 14º (4º q1)  | Não largou  | -- (sf1)    | Não avançou | Não avançou |
| 100 m peito masculino | Tarco Llobet | 1:13.55      | 27º (5º q1)  | Não avançou | Não avançou | Não avançou | Não avançou |